# 452
El 452 (CDLII) fou un any de traspàs iniciat en dimarts pertanyent a les darreries de l'edat antiga.

## Esdeveniments
- Es condemna l'adoració a elements naturals com un signe de paganisme[1]
- Els huns fan una nova incursió al nord d'Itàlia, saquejant Pàdua i Verona.[2] Fundació de Venècia per part d'alguns supervivents
- El Papa Lleó I pacta amb els cabdills huns perquè respectin Roma.